# Eckhaus Seestraße 6 (Dresden)

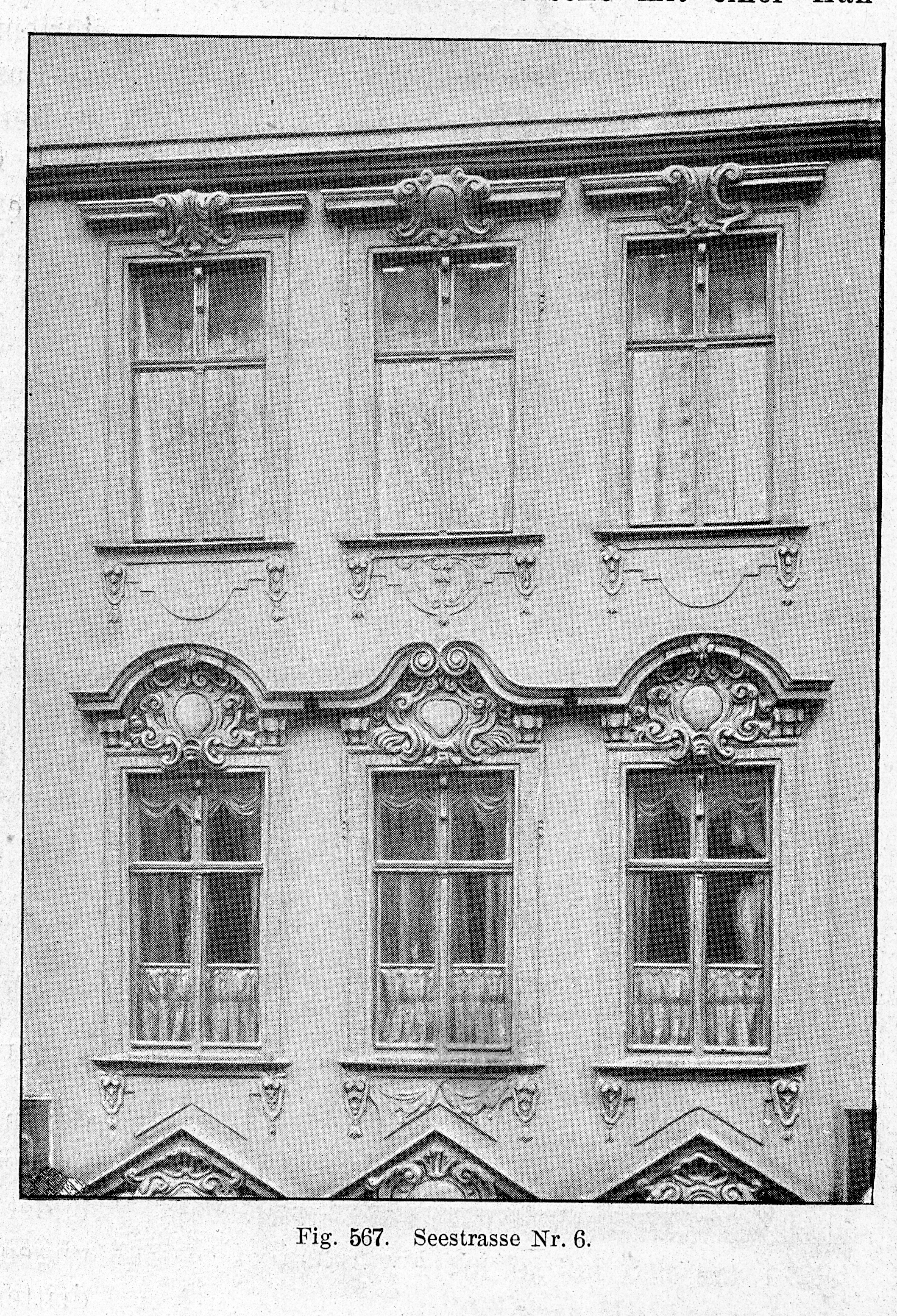
Dresden, Seestrasse Nr. 6

Das Eckhaus Seestraße 6 war ein historischer Bau in Dresden. Es wurde 1945 beim Bombardement der Stadt zerstört.

## Geschichte

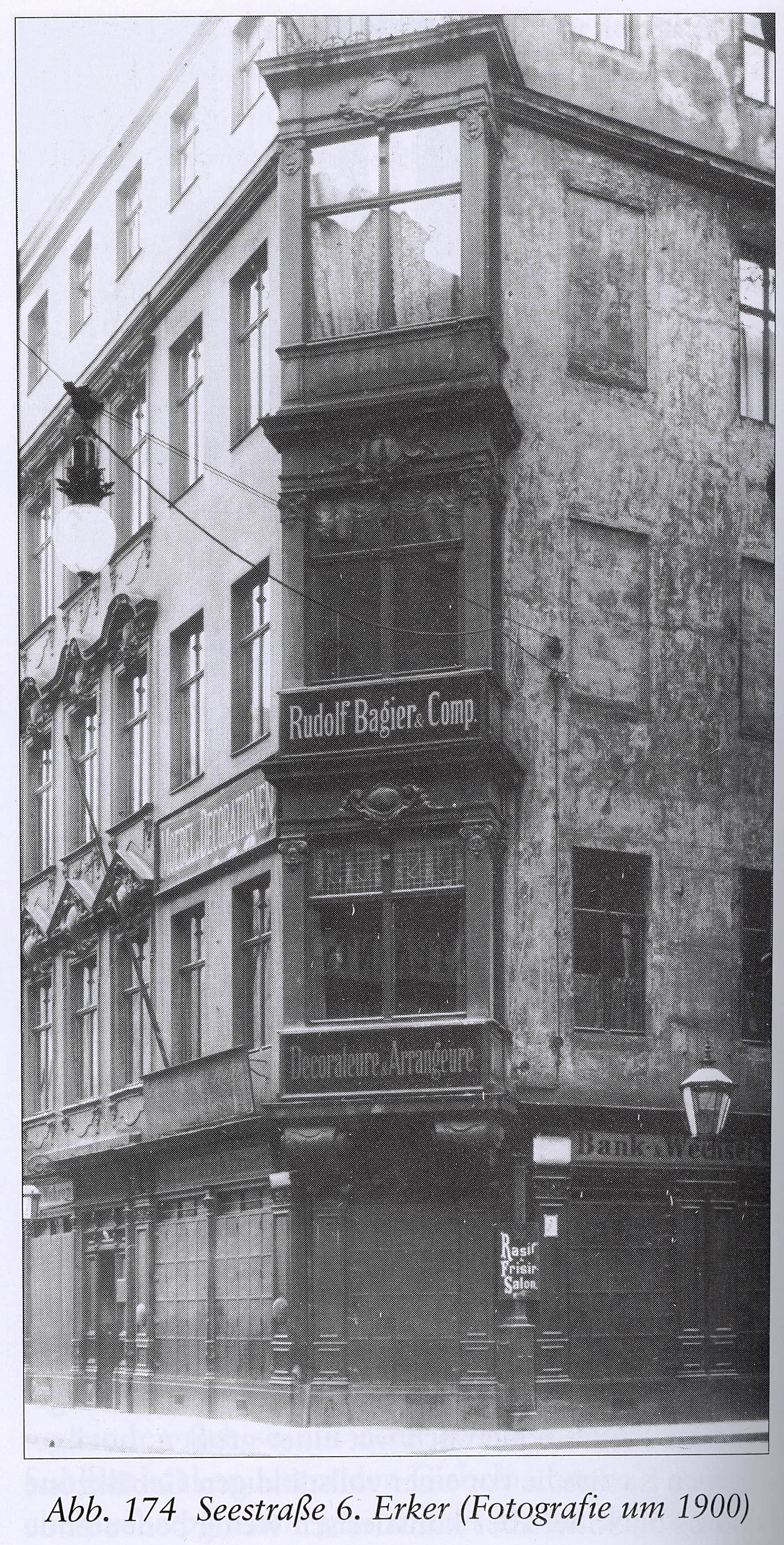
Dresden, Seestrasse Nr. 6, Erker (Fotografie um 1900).

1737 kaufte Ferdinand Ludwig von Saul das Haus von seiner Mutter, der Kammer-Rätin Gertraud Sophie Saul. Bis Ende 1737 wurde das Haus durch Johann Gottfried Findeisen neu erbaut. Es war der letzte Vertreter des „Pöppelmannsche[n] Geschmack[s].“

## Beschreibung
Die Fassadenfront gegen die Seestraße war sieben Fensterachsen breit. Die mittleren Fensterachsen waren im „vornehmen Barockstil“ gestaltet. Besonders aufwändig war der reiche, kleinteilige Dekor gestaltet worden, der geschossübergreifend miteinander verbunden war, was auch typisch für den Stil des Johann Gottfried Findeisen war. Im ersten Obergeschoss fanden sich spitzwinklige Fensterverdachungen, im zweiten Obergeschoss waren über den Fenstern geschwungene Verdachungen angebracht, die Fenster des dritten Geschosses wurden mit geraden Verdachungen abgeschlossen. Alle drei Fensterverdachungen waren mit aufwändigen Kartuschen ausgestattet. Stefan Hertzig beschreibt, dass Findeisen sich beim Haus Seestraße 6 an Pöppelmann und insbesondere an Ratsmaurermeister Fehre orientiert habe. Findeisens Arbeit zeigte dabei „künstlerische Ähnlichkeiten“ zum Gasthaus „Zum Schwarzen Bär“. Das Haus sei aber insgesamt künstlerisch weniger bedeutend.